# Gyaraspur
In Gyaraspur (Hindi ग्यारसपुर) – heute ein Ort von etwa 6.500 Einwohnern im indischen Bundesstaat Madhya Pradesh – standen ehemals mehrere außergewöhnliche Tempelbauten, von denen jedoch ein Großteil zerstört ist.

## Lage
Gyaraspur liegt etwa 45 km nordöstlich von Sanchi bzw. etwa 35 km nordöstlich von Vidisha und ist von dort aus mit Bussen gut zu erreichen.

## Bevölkerung
Die Hindi und Urdu sprechende Bevölkerung Gyaraspurs besteht zu etwa 89 % aus Hindus und zu ca. 10 % aus Moslems; zahlenmäßig kleine Minderheiten bilden Jains, Christen, Sikhs, Buddhisten und andere. Wie bei Volkszählungen im Norden Indiens üblich, liegt der männliche Bevölkerungsanteil etwa 10 % höher als der weibliche.

## Wirtschaft
Die Umgebung Gyaraspurs ist in hohem Maße landwirtschaftlich geprägt; der Ort selbst fungiert als Handels-, Handwerks- und Dienstleistungszentrum von regionaler Bedeutung.

## Geschichte
Schriftliche Zeugnisse über die Geschichte des Ortes liegen nicht vor. In mittelalterlicher Zeit muss der Ort jedoch eine nicht unbedeutende Rolle gespielt haben, denn es haben sich die Ruinen mehrerer Tempel erhalten, die wahrscheinlich bei islamischen Eroberungs- und Beutezügen zerstört worden sind. Lediglich der abseits des Ortes gelegene und gut zu verteidigende Maladevi-Tempel ist noch vergleichsweise gut erhalten.

## Maladevi-Tempel

### Lage
Der aus mehreren aneinandergefügten Bauteilen bestehende Maladevi-Tempel (um 875) steht auf einer künstlich angelegten und teilweise aus dem Felsgestein herausgearbeiteten Terrasse etwa 1,5 km vom Ortszentrum entfernt. Er ist ein Beispiel für den späten Pratihara-Stil.

### Weihe
Die Zuschreibung des Maladevi-Tempels ist unklar: Im Innern sind mehrere kleinere und größere Jaina-Figuren zu sehen, die jedoch – nach der Auffassung R. K. Trivedis – nicht so recht zum Bau passen und deshalb in einer späteren Zeit hierher gebracht worden sein könnten. Andererseits spricht die etwas abseitige Lage des Tempels durchaus für eine Jaina-Kultstätte, was von K. Deva auch entsprechend akzeptiert wird, doch bieten sich im – nahezu fehlenden – Figurenschmuck der Außenwand keinerlei Anhaltspunkte für diese Hypothese.

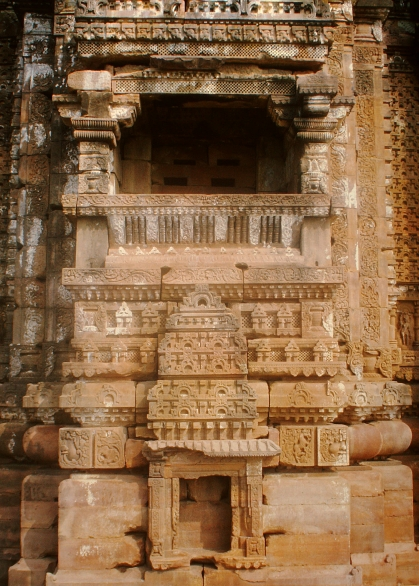
Gyaraspur – Am Maladevi-Tempel haben sich mehrere Balkone (jarokas) mit gedrechselten Steinsäulchen erhalten. Unterhalb befinden sich jeweils Nischen, die von Dekorpaneelen (udgamas) überhöht werden, die wiederum die dahinter liegenden Bauteile und deren Dekor überschneiden.

### Architektur
Die Lage des nach Osten orientierten Tempels an einer Felskante oberhalb einer Schlucht ist ziemlich ungewöhnlich. Die Baumeister des indischen Mittelalters haben es dennoch geschafft, eine Terrasse aus dem Fels herauszuarbeiten und einen vergleichsweise großen Tempel von etwa 31,20 Metern (Länge) × 16,50 Metern (Breite) zu errichten. Teile der Terrasse und des Sanktumsbereichs sind aus der rückwärtigen Felswand herausgearbeitet. Im Unterschied zu den frühen Pratihara-Tempeln (z. B. Amrol) besteht dieser relativ späte Bau (ca. 875) aus mehreren Bauteilen: Säulenvorhalle (mukhamandapa), Vorhalle (mandapa), Vestibül (antarala) und Cella (garbhagriha) mit einem Umgang (pradakshinapatha). Vorhalle (mandapa) und Umgangsbereich sind im Innern in etwa quadratisch und gleich groß (ca. 10 × 10 Meter); sie sind – nach dem frühen Vorbild des Kalika-Mata-Tempels im Fort von Chittorgarh – durch Balkone (jarokas) nach außen geöffnet. Das Dach der Vorhalle wird von sechs massiven Pfeilern getragen und selbst im Innern der innen wie außen reich gegliederten Cella (garbhagriha) stehen – bis dahin absolut ungewöhnlich – drei schlanke Pfeiler. Die Cella mit einem großen hineinragenden Felsstück, das auch den vierten Pfeiler ersetzt, macht einen unvollendeten Eindruck.
Der mehrfach gegliederte Shikhara-Turm über der Cella (garbhagriha) schließt mit einem runden und gerippten amalaka-Stein ab, auf welchem sich noch die im nordindischen Nagara-Stil stets darauf aufruhende kalasha-Vase, ein altes Fruchtbarkeits- und Glückssymbol, befindet.

### Bauschmuck
Der Tempelbau wird aufgelockert durch mehrere Balkone mit – in Dreiergruppen angeordneten und in Nordindien häufiger anzutreffenden (vgl. Khajuraho) – gedrechselten Steinsäulchen; die Wand zum Umgang ist von mehreren Jali-Fenstern mit Schachbrettmustern durchbrochen. Die Bauzier der Außenwände besteht im Wesentlichen aus großflächigen Dekorfeldern (udgamas) oberhalb der leeren Wandnischen und am Shikhara-Turm; diese – für die Pratihara-Zeit typischen – Dekorfelder sind aus übereinander gestapelten kleinen Fensternischen (chandrasalas) zusammengesetzt und kehren – in verkleinerter Form – auch an verschiedenen Stellen im Innern wieder. Die Pfeiler der Vorhalle sind reich dekoriert (Krüge, Vasen, Glöckchen etc.); das Portalgewände ist mehrfach zurückgestuft und zeigt – neben den obligatorischen Ganga- und Yamuna-Figuren und den stets wiederkehrenden Feldern mit „Himmlischen Liebespaaren“ (mithunas) – reiches vegetabilisches Rankenwerk, in welches – in Indien sehr selten – auch kleine menschliche und tierische Figuren eingearbeitet sind.

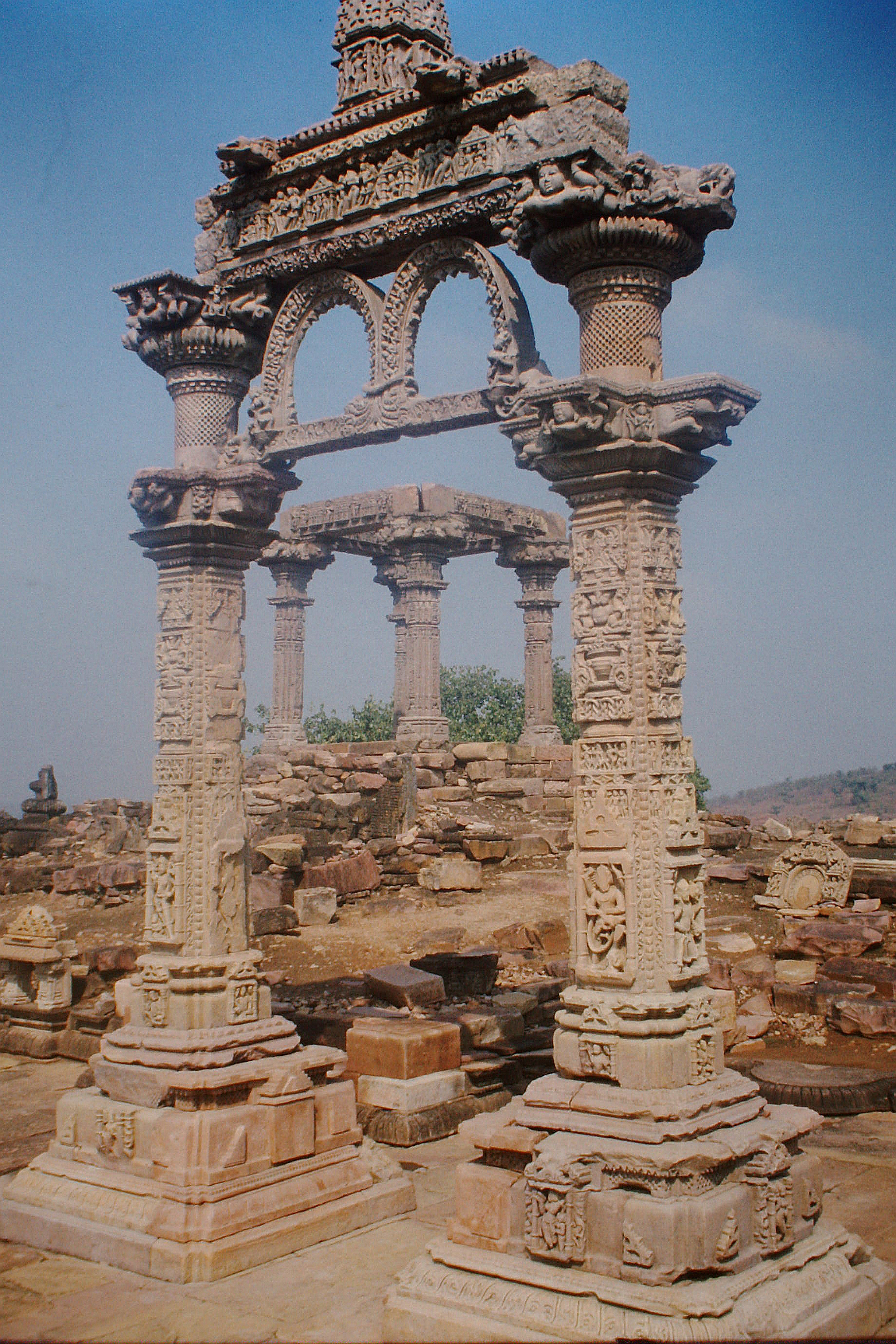
Gyaraspur (Hindola-Torana und Chaukambha). Von vielen Tempeln des 10. und 11. Jh. sind nur noch – rekonstruierte – Ruinen erhalten, die jedoch einen Eindruck vom ehemals reichhaltigen Dekor der Bauten vermitteln.

## Andere Tempelruinen

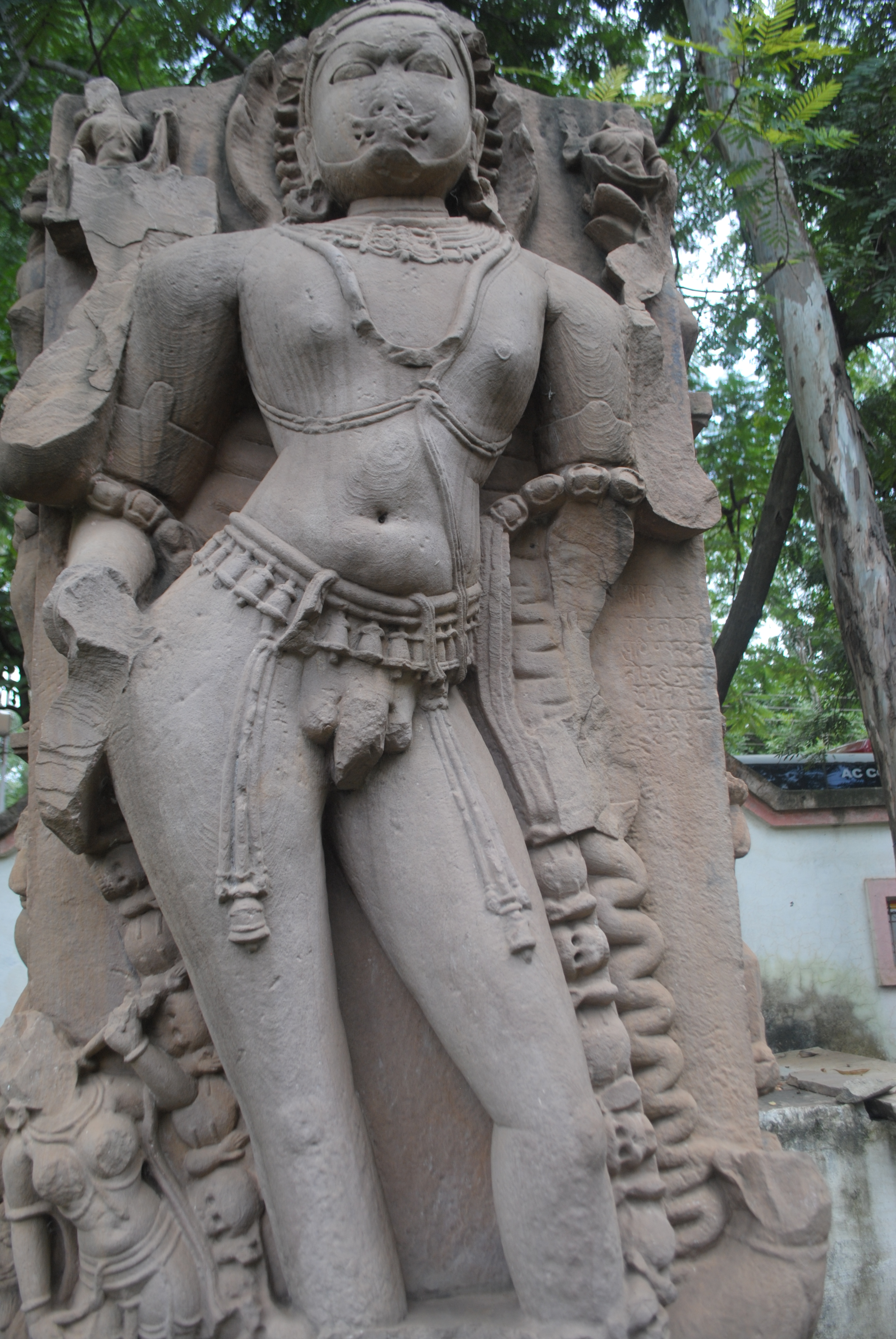
Bhairava-Shiva (um 900)

Bhajra-Matha-Tempel (10. Jahrhundert)Der Tempel besteht heutzutage nur noch aus drei nebeneinanderliegenden Schreinen, die auf einer einheitlichen Plattform liegen – eine in Indien eher ungewöhnliche Konstellation. Die Schreine waren ursprünglich wohl – wie es aus erhaltenen Inschriften herzuleiten ist – der Hindu-Trinität von Brahma (oder Surya), Shiva und Vishnu geweiht; auch die erhaltenen Skulpturen im Äußeren (Narasimha, Varaha u. a.) deuten auf einen Hindu-Tempel hin. Später, d. h. nach dessen Zerstörung, wurden die Schreine von den Jainas rekonstruiert und für den Kult ihrer tirthankaras okkupiert.
Athakambha (10. Jahrhundert)Acht – auf einer Plattform stehende – an den Ecken zurückgestufte und reich verzierte Pfeiler mit einem schönen torana-Bogen haben sich von dem ehemaligen Tempelbau noch erhalten und wurden wieder aufgerichtet.
Hindola-Torana (10./11. Jahrhundert)Links des Weges zum Maladevi-Tempel steht ein reichdekorierter freistehender Torbau mit zwei kleineren Zierbögen im oberen Bereich, der ehemals wohl vor einem – längst zerstörten – Tempel platziert war. Der Torbau wurde im 20. Jh. rekonstruiert.
Chaukambha (10. Jahrhundert)Die vier reichdekorierten Säulen mit ausladenden Löwenkapitellen und erhaltenen Architraven deuten auf eine Vorhalle (mandapa) zu einem zerstörten Tempelbau hin. Auch dieser Bau wurde wieder aufgerichtet.

## Bedeutung
Der Maladevi-Tempel ist ein spätes Beispiel des zentralindischen Pratihara-Stils aus der Zeit des späten 9. Jahrhunderts. Die weitgehend zerstörten Bauten aus dem 10. und 11. Jahrhundert legen mit ihrer außergewöhnlichen Dekorfreude, von der sich jedoch nur wenig erhalten hat, Zeugnis ab für die herausragende handwerkliche Qualität und künstlerische Ausdruckskraft ihrer Erbauer.
In ganz Indien berühmt ist Gyaraspur auch wegen des Torsos einer Baumnymphe (salabhanjika) oder einer 'Himmlischen Tänzerin' (apsara), welcher heute im Gujari-Mahal-Museum in Gwalior aufbewahrt wird (Foto → Weblink).

## Umgebung
Etwa anderthalb Kilometer außerhalb von Gyaraspur befindet sich der restaurierte und heute ca. 6 m hohe Dhaikinath-Stupa mit einem Durchmesser von etwa 18,50 Metern. Reste der Zauneinfassung (vedika) und eines sitzenden Buddha-Bildnisses im Gestus (mudra) der Erdberührung (bhumisparsha) haben sich erhalten.